# Народолюбці
Народолюбці — діячі опозиційного суспільного руху патріотичної інтелігенції, студентства й учнівської молоді, які об'єднувалися національно-демократичною спрямованістю свого світогляду та поділяли ідею українського національно-культурного відродження. Термін «народолюбці» виник на початку 1860-х рр. у середовищі демократичного українства і від початку визначав належність до українського національноо руху. Вперше публічно використаний діячами Київської громади в посланні до «братів галичан» від 21 червня 1862, видрукованому на шпальтах львівського часопису «Слово». Зазначений термін вживався київськими діячами як самоназва учасників українського національно-демократичного руху. Київські громадівці визначали Н. як діячів ідейного напряму, що мав цілком усвідомлену мету, засоби та принципи діяльності, соціальну базу. Термін «народолюбці» мав узагальнюючий зміст і поширювався на прихильників народної справи всієї Наддніпрянщини.

## Термін «Народолюбці» в науковому обігу
У зверненні до однодумців-"українофілів" (28 серпня 1862) П.Куліш тлумачив термін "українські народолюбці" досить широко, розуміючи під ним прихильників народної справи від кирило-мефодіївців до українських "шістдесятників". Водночас згаданий термін, що ідентифікував діячів демократичного українства Наддніпрянської України, використовувався і в народовській пресі Галичини.
У 1870-х рр. термін "народолюбці", як і раніше, вживався в публіцистиці, періодичних виданнях різних ідейних уподобань. Цікаві згадки про "народолюбців" містяться в газеті "Киевский телеграф", яка впродовж 1874–76 була неофіційним органом Київської громади. Головний опонент "Киевского телеграфа" – реакційно-консервативний часопис "Киевлянин" оцінював Н. суто негативно, закидаючи їм "сепаратизм".
У 1870–80-х рр. В.Антонович, М.Драгоманов, П.С.Єфименко, О.Кістяківський, М.Костомаров та ін. не раз використовували терміни "українські народолюбці", "малоруські народолюбці", під якими усвідомлювали самоназву діячів демократичного українства, патріотів рідного краю і народу. Інколи термін "народолюбці" вживався не тільки щодо українських діячів Наддніпрянщини, а й Галичини, а це неабияк важливо для усвідомлення типологічної однорідності прихильників народної справи в різних частинах українських земель, незважаючи на певну специфіку українського руху в регіонах. Завдяки публіцистичній полеміці термін "народолюбці" набув поширення й узагальнюючого значення, використовувався (напр., російським письменником народницького напряму М.Златовратським, 1880) для ідентифікації не тільки українських, а й російських прихильників народної справи. У перші десятиліття 20 ст. термін "народолюбці" продовжував використовуватися в мемуарах О.Барвінського, К.Котова, О.Лотоцького та ін. учасників українського національного руху різних регіонів.
За радянських часів термін фактично був вилучений з наукового обігу. Відновився й утверджується в новітній українській історіографії для ідентифікації діячів укр. нац. руху демократ. спрямування, прихильників народу та народної справи пореформеного періоду в Україні. Термін "народолюбці" є синонімічним таким назвам, як "народники", "хлопомани", "українолюбці", "українофіли". Ширший за термін "громадівці", оскільки репрезентує учасників не лише українських громад, а й ін. укр. гуртків, груп, орг-цій і товариств та окремих діячів, які не об'єднувалися в певні орг. структури нац. руху.

## Громади демократичного спрямування
Головними організаційними осередками українських Н. були громади, члени яких здебільшого належали до опозиційної частини "середнього" класу тодішнього суспільства і не відзначалися численністю лав щодо загальної кількості населення. Вони представляли в громадах найкращі наукові, літературні та мистецькі сили.
У народолюбному таборі 1860–80-х рр. існували відтінки – від послідовного культурництва ліберально-демократичного забарвлення до соціально-політичної течії з досить виразним радикально-демократичним спрямуванням.
Народолюбці ліберально-демократичного спрямування становили більшість "старих" українських громад і дотримувалися аполітичного культурництва, під яким треба розуміти культурно-освітній рух прогресивної освіченої верстви українства за поширення освіти, наукових знань, досягнень культури серед народу, насамперед селянства, за утвердження української національної самосвідомості.
Від 1860-х рр. культурницька праця Н. набула певної цілеспрямованості й масовості. За формами діяльності це освітня робота в суботніх, недільних та сільс. нар. школах, створення україномовних підручників для дітей та просвітницьких популярних "книжок для народу", наук. праця в галузях укр. мово- і літературознавства, історії, етнографії, фольклористики, археології, археографії, історіографії, джерелознавства, краєзнавства, права, економіки, статистики тощо. Особливу, емоційну роль відігравала діяльність укр. Н. у сфері літератури, театру, музики й мист-ва. Національно-культурницька діяльність стала найголовнішим пріоритетом укр. Н., об'єднуючи прихильників як "лівих", так і "правих" поглядів.
Причини домінування культурництва в діяльності укр. Н. пореформеного періоду полягають не тільки в їхньому прагненні до народовивчення, а й у дотримуванні романтичних поглядів, які підживлювали ілюзії щодо великого впливу культурництва на соціум і політикум, від ідеалістичного бачення селянства і власного портрета інтелігенції. Водночас не менш важливим чинником стала й своєрідність гуманітарного світосприйняття прогресивної укр. інтелігенції, яка прагнула до пізнання к-ри свого народу, намагаючись у такий спосіб "віддати борг народові". Свою роль відігравали й ментальна роздвоєність, подвійна суспільно-політ. лояльність, які утвердились у світогляді Н. за умов тотального, хоча часом прихованого, напр., під виглядом втілення в життя теорії "офіційної народності", наступу рос. царизму на українство, імперської русифікаторської ідеології, які призводили до політ. бездіяльності та династичної лояльності.

## Ходіння в народ
Упродовж тривалого часу органічним явищем практичної діяльності укр. Н. різних ідейних відтінків стало "ходіння в народ". Здійснюючись в "осілій" та "летучій" формах, воно ставило за мету "злиття" інтелігентних кіл з народом, здебільшого селянством, служило важливим засобом популяризації серед простолюду демократ. ідеалів свободи, рівності й братерства.
Уже на рубежі 1850–60-х рр. розпочався перший "похід у народ" укр. Н., причому використовувалась як "летуча", так і "осіла" форма діяльності. Типовим прикладом першої служать дії київ. Н. на чолі з В.Антоновичем, які за 3 літні вакації обійшли Київщину, Поділля, Волинь, Холмщину, частину Катеринославщини й Херсонщини. Відтоді ж Н. стали практикувати й "осілу" діяльність серед селян. Зразком останньої стало 40-річне перебування Т.Рильського в с. Романівка Сквирського пов. Київ. губ., під час якого народолюбець створив родину з простою сел. дівчиною, започаткував зразкову народну школу, господарював як добрий агроном та економіст, допомагав односельчанам у вирішенні різноманітних соціальних і екон. проблем.
У період другого "ходіння в народ" 1870-х рр. укр. Н. орієнтувалися на "осілу" діяльність. Спроби "ходіння в народ" у наступний період також засвідчили прихильність Н. до його "осілих" форм. Зближуючись з народом, укр. діячі працювали на селі вчителями, лікарями, економістами-господарниками, статистиками тощо. Різноманітні форми "осілого" спілкування з селянами мали на меті передовсім поширення освіти серед широких нар. мас.

## Книжково-видавнича справа
Незважаючи на русифікаторську політику царату щодо українства, що посилилася після Валуєвського циркуляра 1863 та особливо після Емського указу рос. імп. Олександра II 1876 (див. Емський акт 1876), важливим напрямом діяльності Н. була книжково-видавнича справа, спрямована на випуск у світ україномовних підручників, популярних і дешевих книжок для народу. На рубежі 1850–60-х рр. з'явилися: "Граматка" П.Куліша, "Букварь южнорусскій" Т.Шевченка, "Українська абетка" М.Гатцука, "Арихметика, або Щотниця" О.Кониського, 40 випусків серії популярних книжок "Сільська бібліотека" видання П.Куліша тощо. Укр. підручники та популярні брошури-"метелики" поширювалися Н. серед селян під час "ходіння в народ", використовувалися в процесі навчання грамоті міщан, селян та солдатів у недільних і сільс. школах. 1861–63 тільки серед київ. демократ. молоді цими формами "зближення" з народом було охоплено не менше 150–200 осіб.
У пореформений період проблеми укр. культурно-нац. відродження висвітлювалися на шпальтах нечисленної легальної періодики Н., зокрема таких журналів та газет, як "Основа", "Черниговский листок", "Киевский телеграф", "Труд", "Киевская старина" та ін. На їх практичне розв'язання спрямовувалися засідання укр. громад, участь Н. у діяльності Південно-Західного відділу Російського географічного товариства 1873–76, а також у таких заходах, як Київський одноденний перепис 2 березня 1874, 3-й Археол. з'їзд 2–16 серпня 1874.
Культурницька праця визначала діяльність Н. упродовж пореформених десятиліть. Проте за тих істор. умов навіть це зовнішньо лояльне культурництво об'єктивно мало потаємний опозиційний зміст. Воно викликало серйозне занепокоєння царської влади, що часто призводило до висилки укр. Н. на заслання у віддалені пн. або сх. регіони імперії.

## Формування політичної тенденції
Уже на поч. 1860-х рр. у діяльності укр. Н. поряд з ліберально-демократ. культурництвом почала виявляти себе радикально-демократ., політична тенденція. Це явище простежується у виданні київ. громадівцями О.Стояновим, К.Шейковським, М.Константиновичем, О.Лашкевичем та ін. рукописного ж. "Самостійне слово", у наявності носіїв "лівих", більш радикальних поглядів, таких, як діячі Київ. громади А.Красовський, В.Синьогуб, Полтав. громади – В.Лобода та В.Щелкан, Черніг. громади – В.Білозерський, І.Маслаковець, О.Тищинський та ін. Багато хто з цих діячів мав зв'язки з рос. революц. демократами-землевольцями, отримував у них нелегальні "Колокол", "Полярную звезду", землевольські видання.
Бурж. реформи 1860–70-х рр. не змінили імперської сутності рос. монархічного режиму, який був традиційним і жорстоким ворогом національно-визвол. руху. Перманентні звинувачення укр. діячів у "сепаратизмі", що супроводжувалися поліцейськими репресіями, безперечно, перешкоджали виробленню заг. політ. програми нац. руху того періоду. Це стало однією з істотних причин переходу частини укр. молоді на позиції рос. соціально-революц. народництва, зумовило млявість та ідейну слабкість руху демократ. українства. По-друге, поміркованість державницько-політ. позицій в ідеології народолюбства пояснюється народолюбними ілюзіями, певною ідеалізацією селянства.
Посилення антиукр. політики рос. царату, розчарування певної частини укр. народолюбної молоді в суто легальному культурництві за умов зміцнення консервативно-охоронної тенденції держ. курсу, зростання популярності радикальних і соціаліст. ідей, виїзд укр. політ. діяча М.Драгоманова в еміграцію і організація ним за кордоном укр. вільної преси, зв'язки із західноукраїнським та загальноросійським суспільними рухами – усе це сприяло ідейній та орг. кристалізації політ. течії в укр. нац. русі вже в 1-й пол.1870-х рр.
Організаційно укр. політики оформилися в межах "Молодої громади", яка постала на поч. 1870-х рр. і об'єднала понад 50 осіб. Типовими репрезентантами цього народолюбного осередку були Ф.Винниченко, М.Драгневич, Р.Житецький, К.Юр'єв та ін. Ідейному оформленню політ. течії серед укр. Н. сприяли представники лівого, радикально-демократ. крила київ. "Старої громади", зокрема М.Драгоманов, С.Подолинський, Ф.Вовк, О.Русов та ін. Вони часто діяли спільно з молодогромадівцями, а деякі одночасно були в обох громадах. Діячі такого типу мали контакти й співпрацювали з рос. радикалами. Спільна діяльність характерна й для "старої" та "молодої" одеських громад. Одес. громадівці Л.Смоленський, Є.Борисов, М.Ковалевський, В.Мальований, Я.Шульгін також підтримували контакти, а іноді й спільно діяли з рос. народниками. Співпраця укр. Н. і рос. соціал-революц. народників тривала і в 1880-х рр.
Укр. Н. Києва взаємодіяли з прихильниками рос. ліберального народництва, зокрема з О.Ліндфорсом, І.Петрункевичем та ін., які не тільки переймалися земсько-конституційними ідеями, а були схильні до контактів як з рос. радикалами, так і з укр. поступовцями. Спробою знайти спільний шлях для осягнення конституційної реформи став київ. з'їзд представників "лібералів", "українофілів" та "революціонерів" наприкінці 1878, але порозуміння не було досягнуто.
У 1880–90-х рр. найбільш помітними центрами культурницько-просвітницької та наук. діяльності укр. Н. були Київ., Одес. та Черніг. громади. Важливим об'єднавчим центром укр. народолюбних сил став ж. "Киевская старина" (1882–1906), що видавався Київ. громадою. Водночас серед укр. Н. 1880-х рр. були й ті, хто прагнув поєднувати націонал-культурницьку працю з політ. діяльністю (київ. гурток О.Доброграєвої (1885–87). Незабаром цей гурток приєднався до ін. укр. гуртка – "молодих політиків", який діяв у Києві з 1885–86.
У 1890-х рр. відбувався більш масовий перехід нового покоління укр. Н. від аполітичного нац. культурництва до політ. діяльності. Цьому сприяло заснування політ. орг-ції "Братерство тарасівців" (1891–98).
Важливим заходом у справі консолідації укр. Н. стало проведення з ініціативи В.Антоновича та О.Кониського восени 1897 з'їзду Загальної української безпартійної демократичної організації (ЗУБДО), до складу якої відразу ж увійшли "Братерство тарасівців", Полтав. та Черніг. громади, Українська соціал-демократія І.Стешенка, дещо пізніше – Київ., Одес. й Петерб. громади. ЗУБДО прагнула поширити свій вплив і на таке нове явище, як укр. студентські громади. Наприкінці 19 ст. лави укр. Н. налічували 438 осіб, з яких більше 100 діяли в Києві. На поч. 20 ст. діяльність укр. Н. у рамках громад тривала в Києві, Одесі, Чернігові, Полтаві, Санкт-Петербурзі та ін. містах.